# Beta Pegasi
Beta Pegasi (β Peg / β Pegasi, Bêta Pegasi) este o stea din constelația Pegas. Numele său tradițional este Scheat, care, în limba arabă, are semnificația „tibia”, „fluierul piciorului”, „gamba”; acest nume este uneori utilizat pentru Delta Aquarii.
Scheat se distine printre stelele strălucitoare prin temperatura sa de suprafață relativ joasă (3.700 K) comparată cu a stelelor cum este Soarele. Scheat este o gigantă roșie, de 95 de ori mai mare decât Soarele și are o luminozitate totală egală cu de 1.500 de ori luminozitatea Soarelui. Este și o variabilă neregulată, luminozitatea sa variind între magnitudinile +2,31 și +2,74.